# 冀州
冀州（きしゅう）は、中国の行政区分の一つ。現在、山西・遼寧・河北・北京・天津・フフホト（呼和浩特）・ウランチャブ（烏蘭察布）等七つの省市に分属している。

## 先秦時代
上古の中国の九州の一つに数えられている。具体的な区域については、『爾雅』・『呂氏春秋』では「両河の間」、『周礼』では「河内」としており、現在の山西省を中心とする地域を指しているものと思われる（黄河は山西省の周りをちょうどUの字を描くように湾曲しており、東西を黄河に挟まれた地域という意である）。『呂氏春秋』はまた「晋国である」としている。

## 漢代
紀元前106年（元封5年）、漢の武帝が全国に13州に分割し各州に刺史を置いた際、現在の河北省を中心とする地域を冀州刺史部として、魏・鉅鹿・常山・清河・趙・広平・真定・中山・信都の9郡国を属させた。
前漢滅亡後の混乱期には軍閥の王郎が邯鄲に拠って冀州を支配したが、光武帝の侵攻により敗死する。後漢に入って高邑県を州治とした。

## 魏晋南北朝時代
後漢末には軍閥の袁紹が鄴に拠って冀州を支配した。袁紹の死後、曹操は彼の子の袁譚・袁尚を破り、冀州を支配した。曹操は「冀州の戸籍を調べたところ、30万人の軍勢を手に入れられそうだ。従って、冀州は大州と言えるだろう」と言っているように、この頃の冀州は、中国北部随一の豊かな州であった。魏晋では信都県を州治とした（ただし鄴は魏の五都の一とされ、実質的に冀州の最重要拠点となった）。永嘉以後の動乱の中で、冀州は後趙・冉魏・前燕・前秦・後燕などと目まぐるしく支配者を変えることになった。
北魏になると、皇始2年（397年）に定州、太和11年（487年）に瀛州、熙平2年（517年）に滄州に分割されるなど細分化が進んだ。また、南朝宋のときに、現在の山東省の領域内に僑州として「冀州」あるいは「南冀州」の省置が繰り返されている。

## 隋代
隋代が成立すると当初は2郡を管轄した。607年（大業3年）、郡制施行に伴い冀州は信都郡と改称され下部に12県を管轄した。隋代の行政区分に関しては下表を参照。
| 隋代の行政区画変遷 | 隋代の行政区画変遷                 | 隋代の行政区画変遷 | 隋代の行政区画変遷 | 隋代の行政区画変遷 | 隋代の行政区画変遷 | 隋代の行政区画変遷                                                                |
| 区分               | 開皇元年                           | 開皇元年           | 開皇元年           | 開皇元年           | 区分               | 大業3年                                                                           |
| ------------------ | ---------------------------------- | ------------------ | ------------------ | ------------------ | ------------------ | --------------------------------------------------------------------------------- |
| 州                 | 冀州                               | 冀州               | 貝州               | 定州               | 郡                 | 信都郡                                                                            |
| 郡                 | 長楽郡                             | 渤海郡             | 広宗郡             | 巨鹿郡             | 県                 | 長楽県 棗強県 下博県 阜城県 武強県 蓨県 斌強県 鹿城県 武邑県 南宮県 堂陽県 衡水県 |
| 県                 | 信都県 棗強県 下博県 阜城県 武強県 | 蓨県               | 斌強県             | 安国県             | 県                 | 長楽県 棗強県 下博県 阜城県 武強県 蓨県 斌強県 鹿城県 武邑県 南宮県 堂陽県 衡水県 |

## 唐代
唐代が成立すると信都郡は冀州と改称、河北道の管轄となった。662年（龍朔2年）、冀州は魏州と改称（同時に魏州が冀州と改称）されたが、672年（咸亨3年）に再び冀州と改称されている。742年（天宝元年）、郡制施行に伴い信都郡とされたが、758年（乾元元年）に再び冀州とされた。唐代の管轄県に関しては下表を参照。
| 唐代の行政区画変遷 | 唐代の行政区画変遷 | 唐代の行政区画変遷 |
| 武徳元年           | 乾元元年           | 天祐2年            |
| ------------------ | ------------------ | ------------------ |
| 信都県             | 信都県             | 堯都県             |
| 南宮県             |                    |                    |
| 堂陽県             |                    |                    |
| 棗強県             |                    |                    |
| 武邑県             |                    |                    |
| 衡水県             |                    |                    |
| 阜城県             | -                  | -                  |
| 武強県             | -                  | -                  |
| 蓨県               | -                  | -                  |

## 五代十国時代
五代十国時代の各王王朝では唐制が沿襲され冀州は河北道の管轄とされた。五代において冀州は契丹との国境地帯であったため数多くの戦乱に巻き込まれている。

## 宋代
宋代が成立すると冀州は河北東路の管轄となった。下部に信都・南宮・棗強・武邑・衡水・阜城・蓨の7県を管轄した。
| 宋代の行政区画変遷 | 宋代の行政区画変遷 | 宋代の行政区画変遷 | 宋代の行政区画変遷 | 宋代の行政区画変遷 | 宋代の行政区画変遷 |
| 建隆元年           | 皇祐元年           | 皇祐4年            | 熙寧元年           | 熙寧6年            | 熙寧10年           |
| ------------------ | ------------------ | ------------------ | ------------------ | ------------------ | ------------------ |
| 信都県             |                    |                    |                    |                    |                    |
| 南宮県             | 南宮県             | -                  | -                  | 南宮県             | 南宮県             |
| 堂陽県             | 堂陽県             | 新河県             | 新河県             | -                  | -                  |
| 棗強県             | 棗強県             | 棗強県             | -                  | -                  | 棗強県             |
| 武邑県             |                    |                    |                    |                    |                    |
| 衡水県             |                    |                    |                    |                    |                    |
| 阜城県             |                    |                    |                    |                    |                    |
| 蓨県               |                    |                    |                    |                    |                    |

## 遼金代
遼が華北地区に進出するいと冀州は北宋との最前線となり、遼により北宋に対する防衛基地とされ永安軍と改められた。1128年（建炎2年）、冀州が金の支配下に入ると1129年（天会7年）、安武軍節度が置かれた。冀州は河間府に属し、信都・南宮・棗強・武邑・衡水の5県を管轄した。

## 元代
1213年（貞祐元年）、冀州はモンゴル帝国により占領された。冀州は真定路に属し、信都・南宮・棗強・武邑・新河の5県を管轄した。

## 明清代
1369年（洪武2年）、明により信都県は廃止され、冀州に編入された。冀州は真定府に属し、南宮・棗強・武邑・新河の4県を管轄した。
1724年（雍正2年）、清により冀州は直隷州に昇格した。冀州直隷州は直隷省に属し、南宮・棗強・武邑・新河・衡水の5県を管轄した。

## 中華民国以降
1913年（民国2年）、州制廃止に伴い冀州直轄地域に（旧信都県）冀県が設置され冀州の名称が消滅した。1993年に県級市に昇格した際に、冀州市の名称が採用されているが、旧冀州に比べその管轄区域は大幅に減少している。2016年に市轄区の冀州区に改編され現在に至る。